# Keanu – Kočičí gangsterka
Keanu – Kočičí gangsterka (v anglickém originále Keanu) je americká filmová komedie z roku 2016. Režie se ujal Peter Atencio a scénáře Jordan Peele a Alex Rubens. Hlavní role hrají Peele, Keegan-Michael Key, Tiffany Haddish, Method Man, Nia Long a Will Forte. Film měl premiéru ve Spojených státech dne 29. dubna 2016. V České republice nebyl promítán v kinech.

## Obsazení
- Keegan-Michael Key jako Clarence a Smoke Dresden
- Jordan Peele jako Rell a Oil Dresden
- Tiffany Haddish jako Trina "Hi-C" Parker
- Method Man jako Cheddar
- Jason Mitchell jako Bud
- Luis Guzmán jako Bacon Diaz
- Nia Long jako Hannah
- Will Forte jako Hulka
- Darrell Britt-Gibson jako Trunk
- Jamar Malachi Neighbors jako Stitches
- Rob Huebel jako Spencer
- Ian Casselberry jako King Diaz
- Keanu Reeves jako Keanu (hlas)
- Anna Faris (samu sebe)

## Přijetí

### Tržby
Film celkově vydělal kolem 20,7 milionů dolarů po celém světě. Rozpočet filmu činil 15 milionů dolarů. Za první víkend docílil třetí nejvyšší návštěvnosti, kdy vydělal 9,5 milionů dolarů.

### Recenze
Na recenzní stránce Rotten Tomatoes získal ze 152 započtených recenzí 78 procent s průměrným ratingem 6,4 bodů z deseti. Na serveru Metacritic snímek získal z 35 recenzí 63 bodů ze sta. Na Česko-Slovenské filmové databázi si snímek drží k 1. srpnu 2018 53 procent.

## Ocenění a nominace
Film získal cenu Golden Trailer Awards v kategorii nejlepší trailer k filmové komedii. Keegan-Michael Kay a Jordan Peele byli oba nominováni na cenu Teen Choice Awards v kategorii nejlepší herci ve filmové komedii.